# Pendry Manhattan West
Pendry Manhattan West är ett höghus som ligger inom byggnadskomplexet Manhattan West på Manhattan i New York, New York i USA.
Byggnaden stod färdig 2021 som en fastighet för hotellverksamhet. Den är 85,8 meter hög och har 22 våningar. Hotellet i sig har totalt 164 hotellrum varav 30 är hotellsviter.